# Žan Žužek
Žan Žužek (sinh 26 tháng 1 năm 1997) là một tiền vệ bóng đá Slovenia thi đấu cho Domžale ở Slovenian PrvaLiga.